# Oar ectypata
Oar ectypata är en fjärilsart som beskrevs av Paul Mabille 1888. Oar ectypata ingår i släktet Oar och familjen mätare. Inga underarter finns listade i Catalogue of Life.